# Jöns Nilsson (Svarte skåning)
Jöns Nilsson (Svarte skåning), död mellan 1440 och 1442, var en svensk hövitsman och riksråd.

## Biografi
Jöns Nilsson var son till hövitsmannen Nils Jönsson och Märta (Margareta). Han nämns första gången 1394 och blev mellan 1410–1413 riddare. Jöns Nilsson var från 1419 till 1430 hövitsman på Öresten och från 1431 till 1438 hövitsman på Akershus fästning i Norge. Han var 24 mars 1422 och 1440 riksråd. Jöns Nilsson avled mellan 17 april 1440 och 10 juni 1442.

### Egendom
Jöns Nilsson ägde gården Åkerö slott i Bettna socken.

### Familj
Jöns Nilsson gifte sig senast 1413 med Ingeborg Nilsdotter, dotter till riksrådet Nils Bosson (Natt och Dag) och Ingeborg Ragvaldsdotter (Vinstorpaätten). De fick tillsammans barnen lagmannen Ture Jönsson (Svarte skåning) (1440–1481), lagmannen Åke Jönsson (Svarte skåning) (1438–1495), häradshövdingen Sigge Jönsson (svarte skåning) i Norrbo härad, Bengta Jönsdotter (Svarte skåning) och Birgitta Jönsdotter (Svarte skåning) som var gift med riddaren Karl Knutsson (Gera).